# Remember (2015)
Remember is een Canadees-Duitse film uit 2015 onder regie van Atom Egoyan. De film ging in première op 10 september op het 72ste Filmfestival van Venetië.

## Verhaal
In een New Yorks verpleegtehuis overtuigt Max (Martin Landau) Zev (Christopher Plummer) ervan om  Otto Wallisch, die tijdens de Tweede Wereldoorlog Blockführer in Auschwitz is geweest, en nu in de Verenigde Staten of Canada onder de valse naam Rudy Kurlander leeft, op te sporen en te vermoorden, uit wraak omdat hij verantwoordelijk zou zijn voor het doden van hun families. Max is te ziek en gehandicapt om dit te doen, en Zev is dement (hij vergeet zelfs steeds dat zijn vrouw is overleden). Desondanks gaat Zev, aangespoord en geholpen door Max, die een brief met instructies en geld meegeeft en dingen regelt, op reis om Otto op te sporen. Max laat hem met de trein, bus en taxi's reizen en geeft hem het geld contant mee, zodat Zev, die door het verpleegtehuis als vermist wordt gerapporteerd, moeilijker te traceren is.
Max schrijft in de brief dat hij met hulp van het Simon Wiesenthal Center vier mensen met de naam Rudy Kurlander geïdentificeerd heeft waarvan één Otto moet zijn. Zev gaat er na het kopen van een pistool een voor een langs. De eerste had in het Afrikakorps gediend en had dus helemaal niets met Auschwitz te maken. De tweede was wel in Auschwitz, maar als gevangene. De derde is overleden; hij was wel Jodenhater, maar had destijds bij de nazi's als jongere een onschuldig baantje als kok. Zijn zoon blijkt een neonazi en Jodenhater, die zijn hond Zev laat aanvallen als Zev een Jood blijkt te zijn. Daarop schiet Zev eerst de hond en dan de man dood. De vierde blijkt inderdaad Blockführer in Auschwitz te zijn geweest, en Zev herkent zijn stem ook. Zev dwingt hem dit aan zijn dochter en kleindochter te bekennen. Dit doet hij, maar hij zegt vervolgens tegen Zev dat ze collega's waren; zijn eigenlijke naam is Kunibert Sturm en Zev is zelf Otto; ze hebben bij elkaar een kampnummer getatoeëerd, zodat het leek of ze gevangenen waren geweest, en hebben die schijn altijd tegenover hun omgeving weten op te houden. Zev gelooft dat niet, en schiet de man dood. Dan herinnert Zev zich dat het inderdaad zo was (en zijn verleden als gevangene in Auschwitz dus een leugen was waarin hij zelf is gaan geloven), waarop hij ook zichzelf doodschiet.
Naar aanleiding van het nieuws over het door Zev vermoorden van Kulibert en Zevs zelfmoord vertelt Max in het verpleegtehuis dat Zev en Kunibert beide verantwoordelijk waren voor de dood van zijn eigen familie. Hij wilde die wreken door Zev, die al sinds het eind van zijn verblijf in Auschwitz als jood leefde, te laten geloven dat zijn familie ook was vermoord, en deze nazibeul eropuit te sturen om de andere te vermoorden.

## Rolverdeling
| Acteur              | Personage        |
| ------------------- | ---------------- |
| Christopher Plummer | Zev Guttman      |
| Martin Landau       | Max Rosenbaum    |
| Dean Norris         | John Kurlander   |
| Bruno Ganz          | Rudy Kurlander 1 |
| Jürgen Prochnow     | Rudy Kurlander 4 |
| Henry Czerny        | Charles Guttman  |
| Heinz Lieven        | Rudy Kurlander 2 |

## Prijzen en nominaties
De film won 6 prijzen en werd voor 24 andere genomineerd. Een selectie:
| Jaar | Evenement                          | Categorie                | Genomineerde | Resultaat   |
| ---- | ---------------------------------- | ------------------------ | --- | ----------- |
| 2015 | Venetië (72ste editie)             | Gouden Leeuw             | Remember | Genomineerd |
| 2015 | Mar del Plata (30ste editie)       | Gouden Ástor             | Remember | Genomineerd |
| 2016 | Canadian Screen Award (4de editie) | Beste film               | Remember | Genomineerd |
| 2016 | Canadian Screen Award (4de editie) | Beste acteur             | Christopher Plummer | Genomineerd |
| 2016 | Canadian Screen Award (4de editie) | Beste origineel scenario | Benjamin August | Gewonnen    |
| 2016 | Canadian Screen Award (4de editie) | Beste visuele effecten   | Eric Doiron, Sarah Wormsbecher, Nathan Larouche, Anthony DeChellis, Geoff D.E. Scott, Jason Snea, Joel Chambers, Kaiser Thomas, Lon Molnar, Rob Kennedy | Genomineerd |